# 1725
Portal Geschichte | Portal Biografien | Aktuelle Ereignisse | Jahreskalender | Tagesartikel

◄ |
17. Jahrhundert |
18. Jahrhundert
| 19. Jahrhundert | ►

◄ |
1690er |
1700er |
1710er |
1720er
| 1730er | 1740er | 1750er | ►

◄◄ |
◄ |
1721 |
1722 |
1723 |
1724 |
1725
| 1726 | 1727 | 1728 | 1729 | ► | ►►
Staatsoberhäupter  · Nekrolog   · Musikjahr
| Januar | Januar | Januar | Januar | Januar | Januar | Januar | Januar |
| Kw     | Mo     | Di     | Mi     | Do     | Fr     | Sa     | So     |
| ------ | ------ | ------ | ------ | ------ | ------ | ------ | ------ |
| 1      | 1      | 2      | 3      | 4      | 5      | 6      | 7      |
| 2      | 8      | 9      | 10     | 11     | 12     | 13     | 14     |
| 3      | 15     | 16     | 17     | 18     | 19     | 20     | 21     |
| 4      | 22     | 23     | 24     | 25     | 26     | 27     | 28     |
| 5      | 29     | 30     | 31     |        |        |        |        |

| Februar | Februar | Februar | Februar | Februar | Februar | Februar | Februar |
| Kw      | Mo      | Di      | Mi      | Do      | Fr      | Sa      | So      |
| ------- | ------- | ------- | ------- | ------- | ------- | ------- | ------- |
| 5       |         |         |         | 1       | 2       | 3       | 4       |
| 6       | 5       | 6       | 7       | 8       | 9       | 10      | 11      |
| 7       | 12      | 13      | 14      | 15      | 16      | 17      | 18      |
| 8       | 19      | 20      | 21      | 22      | 23      | 24      | 25      |
| 9       | 26      | 27      | 28      |         |         |         |         |

| März | März | März | März | März | März | März | März |
| Kw   | Mo   | Di   | Mi   | Do   | Fr   | Sa   | So   |
| ---- | ---- | ---- | ---- | ---- | ---- | ---- | ---- |
| 9    |      |      |      | 1    | 2    | 3    | 4    |
| 10   | 5    | 6    | 7    | 8    | 9    | 10   | 11   |
| 11   | 12   | 13   | 14   | 15   | 16   | 17   | 18   |
| 12   | 19   | 20   | 21   | 22   | 23   | 24   | 25   |
| 13   | 26   | 27   | 28   | 29   | 30   | 31   |      |

| April | April | April | April | April | April | April | April |
| Kw    | Mo    | Di    | Mi    | Do    | Fr    | Sa    | So    |
| ----- | ----- | ----- | ----- | ----- | ----- | ----- | ----- |
| 13    |       |       |       |       |       |       | 1     |
| 14    | 2     | 3     | 4     | 5     | 6     | 7     | 8     |
| 15    | 9     | 10    | 11    | 12    | 13    | 14    | 15    |
| 16    | 16    | 17    | 18    | 19    | 20    | 21    | 22    |
| 17    | 23    | 24    | 25    | 26    | 27    | 28    | 29    |
| 18    | 30    |       |       |       |       |       |       |

| Mai | Mai | Mai | Mai | Mai | Mai | Mai | Mai |
| Kw  | Mo  | Di  | Mi  | Do  | Fr  | Sa  | So  |
| --- | --- | --- | --- | --- | --- | --- | --- |
| 18  |     | 1   | 2   | 3   | 4   | 5   | 6   |
| 19  | 7   | 8   | 9   | 10  | 11  | 12  | 13  |
| 20  | 14  | 15  | 16  | 17  | 18  | 19  | 20  |
| 21  | 21  | 22  | 23  | 24  | 25  | 26  | 27  |
| 22  | 28  | 29  | 30  | 31  |     |     |     |

| Juni | Juni | Juni | Juni | Juni | Juni | Juni | Juni |
| Kw   | Mo   | Di   | Mi   | Do   | Fr   | Sa   | So   |
| ---- | ---- | ---- | ---- | ---- | ---- | ---- | ---- |
| 22   |      |      |      |      | 1    | 2    | 3    |
| 23   | 4    | 5    | 6    | 7    | 8    | 9    | 10   |
| 24   | 11   | 12   | 13   | 14   | 15   | 16   | 17   |
| 25   | 18   | 19   | 20   | 21   | 22   | 23   | 24   |
| 26   | 25   | 26   | 27   | 28   | 29   | 30   |      |

| Juli | Juli | Juli | Juli | Juli | Juli | Juli | Juli |
| Kw   | Mo   | Di   | Mi   | Do   | Fr   | Sa   | So   |
| ---- | ---- | ---- | ---- | ---- | ---- | ---- | ---- |
| 26   |      |      |      |      |      |      | 1    |
| 27   | 2    | 3    | 4    | 5    | 6    | 7    | 8    |
| 28   | 9    | 10   | 11   | 12   | 13   | 14   | 15   |
| 29   | 16   | 17   | 18   | 19   | 20   | 21   | 22   |
| 30   | 23   | 24   | 25   | 26   | 27   | 28   | 29   |
| 31   | 30   | 31   |      |      |      |      |      |

| August | August | August | August | August | August | August | August |
| Kw     | Mo     | Di     | Mi     | Do     | Fr     | Sa     | So     |
| ------ | ------ | ------ | ------ | ------ | ------ | ------ | ------ |
| 31     |        |        | 1      | 2      | 3      | 4      | 5      |
| 32     | 6      | 7      | 8      | 9      | 10     | 11     | 12     |
| 33     | 13     | 14     | 15     | 16     | 17     | 18     | 19     |
| 34     | 20     | 21     | 22     | 23     | 24     | 25     | 26     |
| 35     | 27     | 28     | 29     | 30     | 31     |        |        |

| September | September | September | September | September | September | September | September |
| Kw        | Mo        | Di        | Mi        | Do        | Fr        | Sa        | So        |
| --------- | --------- | --------- | --------- | --------- | --------- | --------- | --------- |
| 35        |           |           |           |           |           | 1         | 2         |
| 36        | 3         | 4         | 5         | 6         | 7         | 8         | 9         |
| 37        | 10        | 11        | 12        | 13        | 14        | 15        | 16        |
| 38        | 17        | 18        | 19        | 20        | 21        | 22        | 23        |
| 39        | 24        | 25        | 26        | 27        | 28        | 29        | 30        |

| Oktober | Oktober | Oktober | Oktober | Oktober | Oktober | Oktober | Oktober |
| Kw      | Mo      | Di      | Mi      | Do      | Fr      | Sa      | So      |
| ------- | ------- | ------- | ------- | ------- | ------- | ------- | ------- |
| 40      | 1       | 2       | 3       | 4       | 5       | 6       | 7       |
| 41      | 8       | 9       | 10      | 11      | 12      | 13      | 14      |
| 42      | 15      | 16      | 17      | 18      | 19      | 20      | 21      |
| 43      | 22      | 23      | 24      | 25      | 26      | 27      | 28      |
| 44      | 29      | 30      | 31      |         |         |         |         |

| November | November | November | November | November | November | November | November |
| Kw       | Mo       | Di       | Mi       | Do       | Fr       | Sa       | So       |
| -------- | -------- | -------- | -------- | -------- | -------- | -------- | -------- |
| 44       |          |          |          | 1        | 2        | 3        | 4        |
| 45       | 5        | 6        | 7        | 8        | 9        | 10       | 11       |
| 46       | 12       | 13       | 14       | 15       | 16       | 17       | 18       |
| 47       | 19       | 20       | 21       | 22       | 23       | 24       | 25       |
| 48       | 26       | 27       | 28       | 29       | 30       |          |          |

| Dezember | Dezember | Dezember | Dezember | Dezember | Dezember | Dezember | Dezember |
| Kw       | Mo       | Di       | Mi       | Do       | Fr       | Sa       | So       |
| -------- | -------- | -------- | -------- | -------- | -------- | -------- | -------- |
| 48       |          |          |          |          |          | 1        | 2        |
| 49       | 3        | 4        | 5        | 6        | 7        | 8        | 9        |
| 50       | 10       | 11       | 12       | 13       | 14       | 15       | 16       |
| 51       | 17       | 18       | 19       | 20       | 21       | 22       | 23       |
| 52       | 24       | 25       | 26       | 27       | 28       | 29       | 30       |
| 1        | 31       |          |          |          |          |          |          |

| Januar | Januar | Januar | Januar | Januar | Januar | Januar | Januar |
| Kw     | Mo     | Di     | Mi     | Do     | Fr     | Sa     | So     |
| ------ | ------ | ------ | ------ | ------ | ------ | ------ | ------ |
| 1      | 1      | 2      | 3      | 4      | 5      | 6      | 7      |
| 2      | 8      | 9      | 10     | 11     | 12     | 13     | 14     |
| 3      | 15     | 16     | 17     | 18     | 19     | 20     | 21     |
| 4      | 22     | 23     | 24     | 25     | 26     | 27     | 28     |
| 5      | 29     | 30     | 31     |        |        |        |        |

| Februar | Februar | Februar | Februar | Februar | Februar | Februar | Februar |
| Kw      | Mo      | Di      | Mi      | Do      | Fr      | Sa      | So      |
| ------- | ------- | ------- | ------- | ------- | ------- | ------- | ------- |
| 5       |         |         |         | 1       | 2       | 3       | 4       |
| 6       | 5       | 6       | 7       | 8       | 9       | 10      | 11      |
| 7       | 12      | 13      | 14      | 15      | 16      | 17      | 18      |
| 8       | 19      | 20      | 21      | 22      | 23      | 24      | 25      |
| 9       | 26      | 27      | 28      |         |         |         |         |

| März | März | März | März | März | März | März | März |
| Kw   | Mo   | Di   | Mi   | Do   | Fr   | Sa   | So   |
| ---- | ---- | ---- | ---- | ---- | ---- | ---- | ---- |
| 9    |      |      |      | 1    | 2    | 3    | 4    |
| 10   | 5    | 6    | 7    | 8    | 9    | 10   | 11   |
| 11   | 12   | 13   | 14   | 15   | 16   | 17   | 18   |
| 12   | 19   | 20   | 21   | 22   | 23   | 24   | 25   |
| 13   | 26   | 27   | 28   | 29   | 30   | 31   |      |

| April | April | April | April | April | April | April | April |
| Kw    | Mo    | Di    | Mi    | Do    | Fr    | Sa    | So    |
| ----- | ----- | ----- | ----- | ----- | ----- | ----- | ----- |
| 13    |       |       |       |       |       |       | 1     |
| 14    | 2     | 3     | 4     | 5     | 6     | 7     | 8     |
| 15    | 9     | 10    | 11    | 12    | 13    | 14    | 15    |
| 16    | 16    | 17    | 18    | 19    | 20    | 21    | 22    |
| 17    | 23    | 24    | 25    | 26    | 27    | 28    | 29    |
| 18    | 30    |       |       |       |       |       |       |

| Mai | Mai | Mai | Mai | Mai | Mai | Mai | Mai |
| Kw  | Mo  | Di  | Mi  | Do  | Fr  | Sa  | So  |
| --- | --- | --- | --- | --- | --- | --- | --- |
| 18  |     | 1   | 2   | 3   | 4   | 5   | 6   |
| 19  | 7   | 8   | 9   | 10  | 11  | 12  | 13  |
| 20  | 14  | 15  | 16  | 17  | 18  | 19  | 20  |
| 21  | 21  | 22  | 23  | 24  | 25  | 26  | 27  |
| 22  | 28  | 29  | 30  | 31  |     |     |     |

| Juni | Juni | Juni | Juni | Juni | Juni | Juni | Juni |
| Kw   | Mo   | Di   | Mi   | Do   | Fr   | Sa   | So   |
| ---- | ---- | ---- | ---- | ---- | ---- | ---- | ---- |
| 22   |      |      |      |      | 1    | 2    | 3    |
| 23   | 4    | 5    | 6    | 7    | 8    | 9    | 10   |
| 24   | 11   | 12   | 13   | 14   | 15   | 16   | 17   |
| 25   | 18   | 19   | 20   | 21   | 22   | 23   | 24   |
| 26   | 25   | 26   | 27   | 28   | 29   | 30   |      |

| Juli | Juli | Juli | Juli | Juli | Juli | Juli | Juli |
| Kw   | Mo   | Di   | Mi   | Do   | Fr   | Sa   | So   |
| ---- | ---- | ---- | ---- | ---- | ---- | ---- | ---- |
| 26   |      |      |      |      |      |      | 1    |
| 27   | 2    | 3    | 4    | 5    | 6    | 7    | 8    |
| 28   | 9    | 10   | 11   | 12   | 13   | 14   | 15   |
| 29   | 16   | 17   | 18   | 19   | 20   | 21   | 22   |
| 30   | 23   | 24   | 25   | 26   | 27   | 28   | 29   |
| 31   | 30   | 31   |      |      |      |      |      |

| August | August | August | August | August | August | August | August |
| Kw     | Mo     | Di     | Mi     | Do     | Fr     | Sa     | So     |
| ------ | ------ | ------ | ------ | ------ | ------ | ------ | ------ |
| 31     |        |        | 1      | 2      | 3      | 4      | 5      |
| 32     | 6      | 7      | 8      | 9      | 10     | 11     | 12     |
| 33     | 13     | 14     | 15     | 16     | 17     | 18     | 19     |
| 34     | 20     | 21     | 22     | 23     | 24     | 25     | 26     |
| 35     | 27     | 28     | 29     | 30     | 31     |        |        |

| September | September | September | September | September | September | September | September |
| Kw        | Mo        | Di        | Mi        | Do        | Fr        | Sa        | So        |
| --------- | --------- | --------- | --------- | --------- | --------- | --------- | --------- |
| 35        |           |           |           |           |           | 1         | 2         |
| 36        | 3         | 4         | 5         | 6         | 7         | 8         | 9         |
| 37        | 10        | 11        | 12        | 13        | 14        | 15        | 16        |
| 38        | 17        | 18        | 19        | 20        | 21        | 22        | 23        |
| 39        | 24        | 25        | 26        | 27        | 28        | 29        | 30        |

| Oktober | Oktober | Oktober | Oktober | Oktober | Oktober | Oktober | Oktober |
| Kw      | Mo      | Di      | Mi      | Do      | Fr      | Sa      | So      |
| ------- | ------- | ------- | ------- | ------- | ------- | ------- | ------- |
| 40      | 1       | 2       | 3       | 4       | 5       | 6       | 7       |
| 41      | 8       | 9       | 10      | 11      | 12      | 13      | 14      |
| 42      | 15      | 16      | 17      | 18      | 19      | 20      | 21      |
| 43      | 22      | 23      | 24      | 25      | 26      | 27      | 28      |
| 44      | 29      | 30      | 31      |         |         |         |         |

| November | November | November | November | November | November | November | November |
| Kw       | Mo       | Di       | Mi       | Do       | Fr       | Sa       | So       |
| -------- | -------- | -------- | -------- | -------- | -------- | -------- | -------- |
| 44       |          |          |          | 1        | 2        | 3        | 4        |
| 45       | 5        | 6        | 7        | 8        | 9        | 10       | 11       |
| 46       | 12       | 13       | 14       | 15       | 16       | 17       | 18       |
| 47       | 19       | 20       | 21       | 22       | 23       | 24       | 25       |
| 48       | 26       | 27       | 28       | 29       | 30       |          |          |

| Dezember | Dezember | Dezember | Dezember | Dezember | Dezember | Dezember | Dezember |
| Kw       | Mo       | Di       | Mi       | Do       | Fr       | Sa       | So       |
| -------- | -------- | -------- | -------- | -------- | -------- | -------- | -------- |
| 48       |          |          |          |          |          | 1        | 2        |
| 49       | 3        | 4        | 5        | 6        | 7        | 8        | 9        |
| 50       | 10       | 11       | 12       | 13       | 14       | 15       | 16       |
| 51       | 17       | 18       | 19       | 20       | 21       | 22       | 23       |
| 52       | 24       | 25       | 26       | 27       | 28       | 29       | 30       |
| 1        | 31       |          |          |          |          |          |          |

## Ereignisse

### Politik und Weltgeschehen

#### Russland

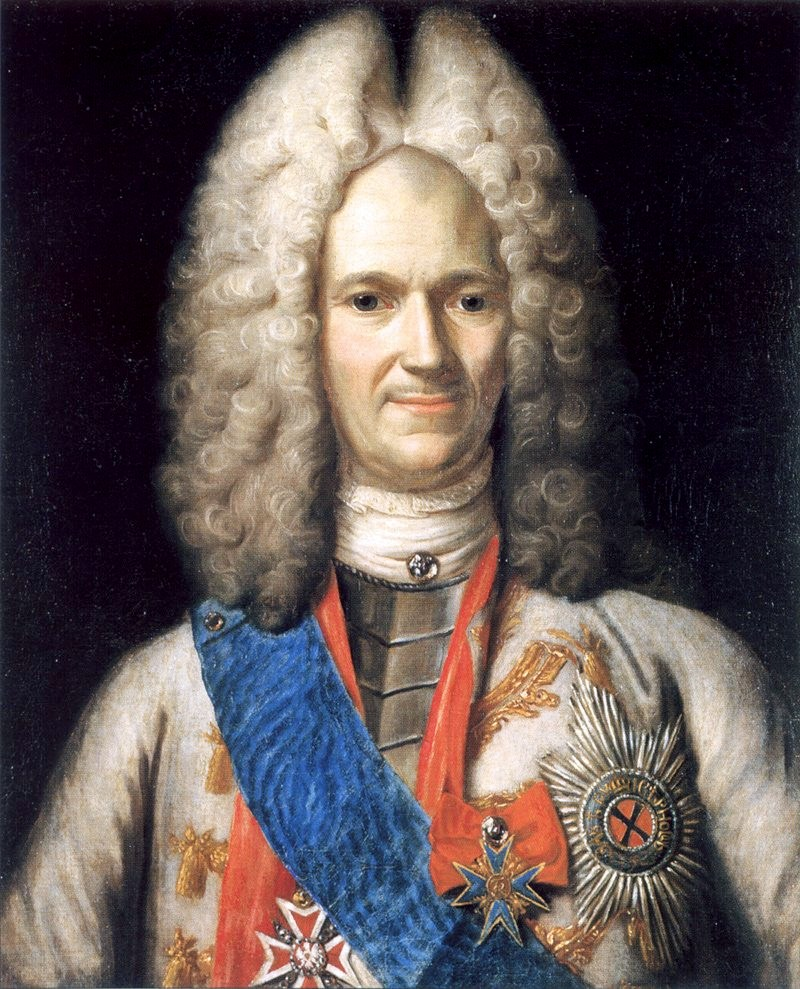
Alexander Danilowitsch Menschikow

Am 8. Februar stirbt Kaiser Peter der Große 52-jährig ohne Nachkommen, und ohne einen Nachfolger benannt zu haben. Da sich sein Tod schon seit Jahresbeginn abgezeichnet hat, haben sich zwei Fraktionen am Kaiserhof gebildet, von denen die eine die Sukzession des jungen Enkels des Kaisers, Peter Alexejewitsch, die andere hingegen die Thronerhebung der Witwe des Kaisers befürwortet, Katharina, einer in Kurland geborenen Magd und Tochter eines litauischen Bauern, die der Zar 1712 geheiratet hat. Zur ersteren Gruppierung gehörten Mitglieder alter russischer Adelsgeschlechter, die erbitterte Gegner des Fürsten Alexander Danilowitsch Menschikow waren. Sie wollen mit Peters Hilfe die unter Peter dem Großen aufgestiegenen homines novi stürzen und den ehemaligen Einfluss der Bojaren wiederherstellen. Die sich insbesondere aus den Reihen der homines novi rekrutierenden Unterstützer einer Thronfolge Katharinas führt Alexander Menschikow an, weiters der russische Adlige Pjotr Andrejewitsch Tolstoi und Admiral Fjodor Matwejewitsch Apraxin. Diese entschlossen und rasch handelnde Gruppierung kann sich, da Menschikow Befehlshaber des ersten Garderegiments und Generalfeldmarschall war, auf beide Garderegimenter stützen. Katharina, die verspricht, Peter zu ihrem Nachfolger zu ernennen, kann den Erzbischof von Nowgorod, Theodosius III. Janowskij, der an der Spitze des Klerus steht, durch Bestechung auf ihre Seite ziehen. Danach versichert sie sich des Reichsschatzes und der Zitadelle und gewinnt den Heiligen Synod, die kaiserliche Leibwache und zahlreiche Große für sich. Die beiden Garderegimenter marschieren vor dem Palast auf. Kriegsminister Generalfeldmarschall Fürst Anikita Iwanowitsch Repnin gelingt es nicht, Menschikow an der Ausführung seiner Pläne zu hindern. Noch am Todestag ihres Mannes übernimmt Katharina I. die russische Kaiserkrone. Die tatsächliche Macht liegt aber bei General Menschikow.

#### Großbritannien
Um weitere Aufstände in Schottland zu verhindern, wird im Königreich Großbritannien der zweite Disarming Act erlassen. Die Entwaffnung der schottischen Clans wird durch George Wade sehr effektiv umgesetzt.

#### Europäische Bündnissysteme
- 30. April: Im Vertrag von Wien sagt Kaiser Karl VI. Spanien Unterstützung beim Wiedererlangen Gibraltars von Großbritannien zu. Im Gegenzug werden die Pragmatische Sanktion anerkannt und der Ostender Kompanie Handelsprivilegien gewährt.
- ab August: Unter Gouverneur Richard O’Cahan verstärkt Großbritannien die Befestigungsanlagen auf Gibraltar, um für einen erwarteten spanischen Angriff gewappnet zu sein.
- 3. September: Mit der Allianz von Herrenhausen reagieren Frankreich, Großbritannien und Preußen auf den Vertrag von Wien zwischen Spanien und dem Habsburgerreich.

#### Nordamerika
- 15. Dezember: Dummers Krieg, der zwischen England und Frankreich und den mit ihnen verbündeten Indianerstämmen 1722 in Neuengland begonnen hat, endet mit einem Waffenstillstand.

#### Persien
Als der zunehmend paranoide Mir Mahmud Hotaki, Schah von Persien aus der Hotaki-Dynastie, das Gerücht zugetragen bekommt, die Söhne des letzten Safawiden-Schahs Sultan Hosein planten einen Aufstand, lässt er im Februar mehrere safawidische Prinzen ermorden.
Am 22. April befreien afghanische Offiziere Mahmuds Cousin Aschraf Khan aus dem Gefängnis und beginnen eine Palastrevolution. Aschraf wird neuer Schah, Mahmud kommt am 25. April ums Leben. Persien steht zu diesem Zeitpunkt unter militärischem Druck durch das Osmanische Reich ebenso wie durch Russland.

#### Afrika
Als die Fulbe in Mali sie zu unterwerfen und zum Islam zu bekehren versuchen, ziehen die Susu in ihr heutiges Siedlungsgebiet in Guinea.

### Wirtschaft
- 27. September: Die Erstausgabe des Hanauer Anzeigers, der drittältesten deutschen Tageszeitung, erscheint.

### Wissenschaft und Technik
- 31. Mai: Dem Würzburger Professor Johannes Bartholomäus Adam Beringer werden die ersten so genannten Würzburger Lügensteine untergeschoben.
- Der Astronom James Bradley entdeckt die Aberration des Lichts, hervorgerufen durch die Bewegung der Erde um die Sonne.

### Kultur

#### Johann Sebastian Bach in Leipzig
- 6. Januar: Die Kirchenkantate Liebster Immanuel, Herzog der Frommen, die auf dem Choral von Ahasverus Fritsch basiert, wird in Leipzig uraufgeführt.
- 7. Januar: Die Choralkantate Meinen Jesum laß ich nicht, BWV 124 nach dem gleichnamigen Lied von Christian Keimann hat ihre Uraufführung in Leipzig.
- 1. April: Das Oster-Oratorium von Johann Sebastian Bach wird in seiner ersten Fassung am Ostersonntag uraufgeführt.
- 2. April: Johann Sebastian Bach verfasst für den Ostermontag die Kirchenkantate Bleib bei uns, denn es will Abend werden (BWV 6).
- 8. April: Die Kirchenkantate Am Abend aber desselbigen Sabbats wird am Weißen Sonntag nach Ostern uraufgeführt.
- 10. Mai: Johann Sebastian Bachs Kirchenkantate Auf Christi Himmelfahrt allein wird in seinem zweiten Amtsjahr in Leipzig uraufgeführt. Der Text stammt von Christiana Mariana von Ziegler.
- 3. August: Die weltliche Kantate Zerreißet, zersprenget, zertrümmert die Gruft hat ihre Uraufführung.
- 19. August: Am 12. Sonntag nach Trinitatis wir die Kirchenkantate Lobe den Herren, den mächtigen König der Ehren, BWV 137 uraufgeführt.

Seite aus dem zweiten Notenbüchlein

- Johann Sebastian Bach und seine Frau Anna Magdalena stellen das zweite Notenbüchlein für Anna Magdalena Bach zusammen.

#### Musik und Theater
- 7. Februar: Die Uraufführung des Singspiels Bretislaus, oder Die siegende Beständigkeit von Reinhard Keiser erfolgt am Theater am Gänsemarkt in Hamburg.
- 13. Februar: Das Dramma per musica Rodelinda von Georg Friedrich Händel wird mit großem Erfolg von der Royal Academy of Music am King’s Theatre am Londoner Haymarket uraufgeführt. Das Libretto stammt von Nicola Francesco Haym nach einem von Antonio Salvi bearbeiteten Theaterstück von Pierre Corneille.
- 17. März: Im Konzertsaal des Tuilerienpalastes in Paris wird erstmals eine öffentliche Konzertveranstaltung, das Concert spirituel, durchgeführt. Auf dem Programm des ersten Konzerts stehen Werke von Arcangelo Corelli und Michel-Richard Delalande. Die neue Konzertreihe wird durch den Komponisten und Oboisten Anne Danican Philidor ins Leben gerufen, der die Erlaubnis hierzu von König Louis XV. und von der Akademie unter folgenden Bedingungen erhalten hat: Die Konzerte dürfen nur an Tagen abgehalten werden, an denen die Oper wegen katholischer Feiertage nicht spielt, außerdem ist der königlichen Musikakademie, die bislang ein Privileg auf öffentliche Musikaufführungen hatte, eine erhebliche Geldsumme zu entrichten. Überdies dürfen anfänglich keine französische Musik und keine Opern aufgeführt werden.

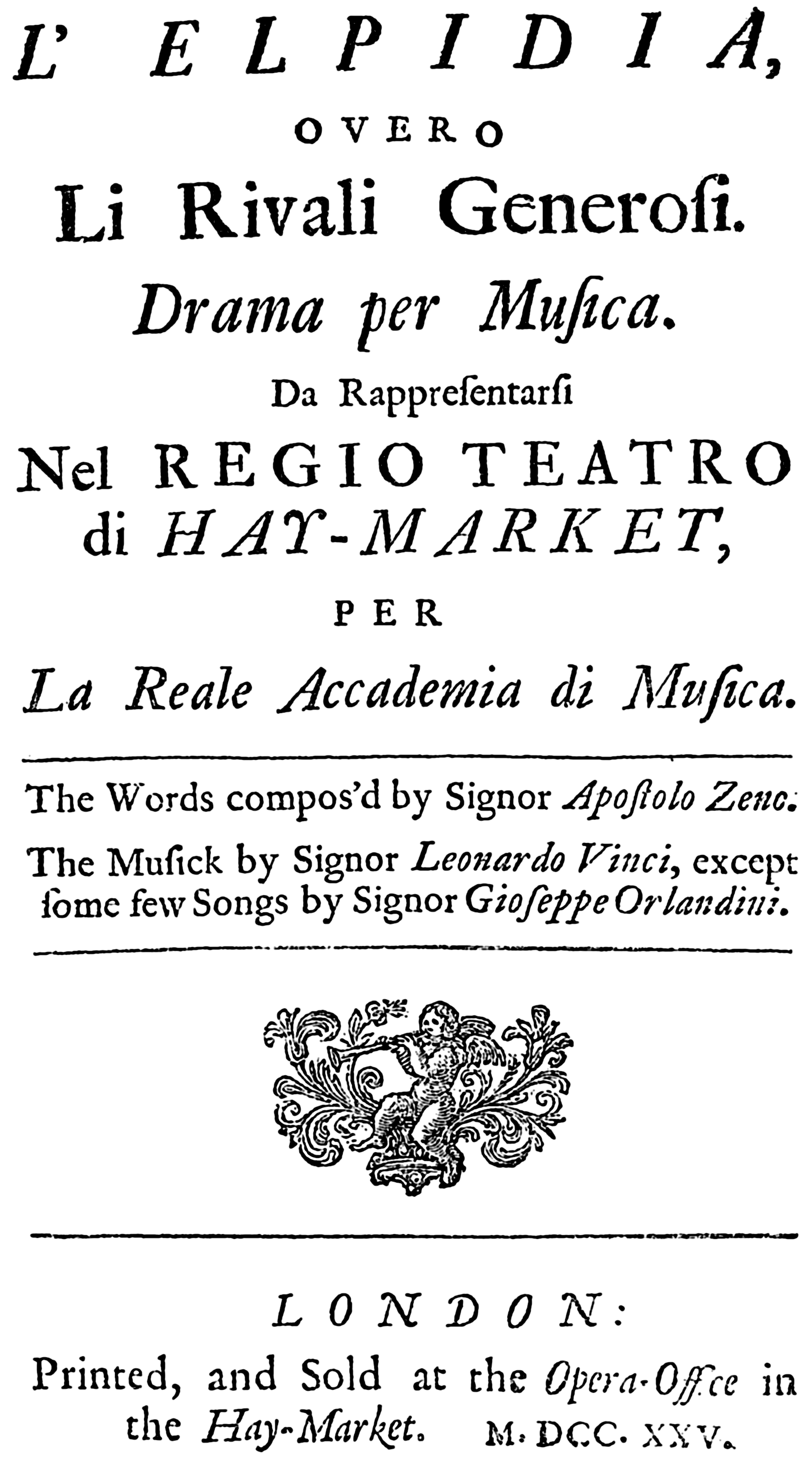
Titelblatt des Pasticcios

- 11. Mai: Das Pasticcio L’Elpidia, ovvero Li rivali generosi von Leonardo Vinci und Giuseppe Maria Orlandini, bearbeitet von Georg Friedrich Händel, nach einem Libretto von Apostolo Zeno, wird am King’s Theatre in London uraufgeführt. Bei der Uraufführung der Royal Academy of Music singen unter anderem Senesino, Giuseppe Maria Boschi und Francesca Cuzzoni.
- 28. August: Die Uraufführung der Oper Semiramide in Ascalona von Antonio Caldara mit dem Libretto von Apostolo Zeno findet in Wien statt.
- 27. September: Das musikalische Lustspiel Pimpinone oder Die ungleiche Heirat von Georg Philipp Telemann wird gleichzeitig mit einer deutschen Bearbeitung von Händels Tamerlano am Theater am Gänsemarkt in Hamburg uraufgeführt. Das Libretto stammt von Johann Philipp Praetorius nach einer Vorlage von Pietro Pariati. Das Werk weckt Begeisterung beim Publikum und wird Telemanns größter Bühnenerfolg.
- 22. Oktober: Die Uraufführung des Singspiels Die Hamburger Schlacht-Zeit, oder Der mißgelungene Betrug von Reinhard Keiser am Theater am Gänsemarkt findet in Hamburg statt.
- 4. November: Die Uraufführung der Oper Il Venceslao von Antonio Caldara mit dem Libretto von Apostolo Zeno findet am Hoftheater in Wien statt.
- 26. Dezember: Die Oper Siface von Nicola Porpora mit dem Libretto von Pietro Metastasio wird am gleichen Abend am Teatro Regio Ducale in Mailand und am Teatro San Giovanni Crisostomo in Venedig uraufgeführt.
- Benjamin Schmolck veröffentlicht das Neujahrslied Jesus Nahme zum Neuen Jahre.
- Antonio Vivaldi veröffentlicht die Violinkonzerte Die vier Jahreszeiten als Teil seiner Sammlung Opus 8 unter dem Titel Il cimento dell’armonia e dell’inventione (Das Wagnis von Harmonie und Erfindung).

### Gesellschaft
- 21. Mai: Die russische Kaiserin Katharina I. stiftet den Alexander-Newski-Orden.
- 1. Juni: Anna Petrowna, Tochter Peters des Großen, heiratet in Sankt Petersburg Herzog Karl Friedrich von Schleswig-Holstein-Gottorf.

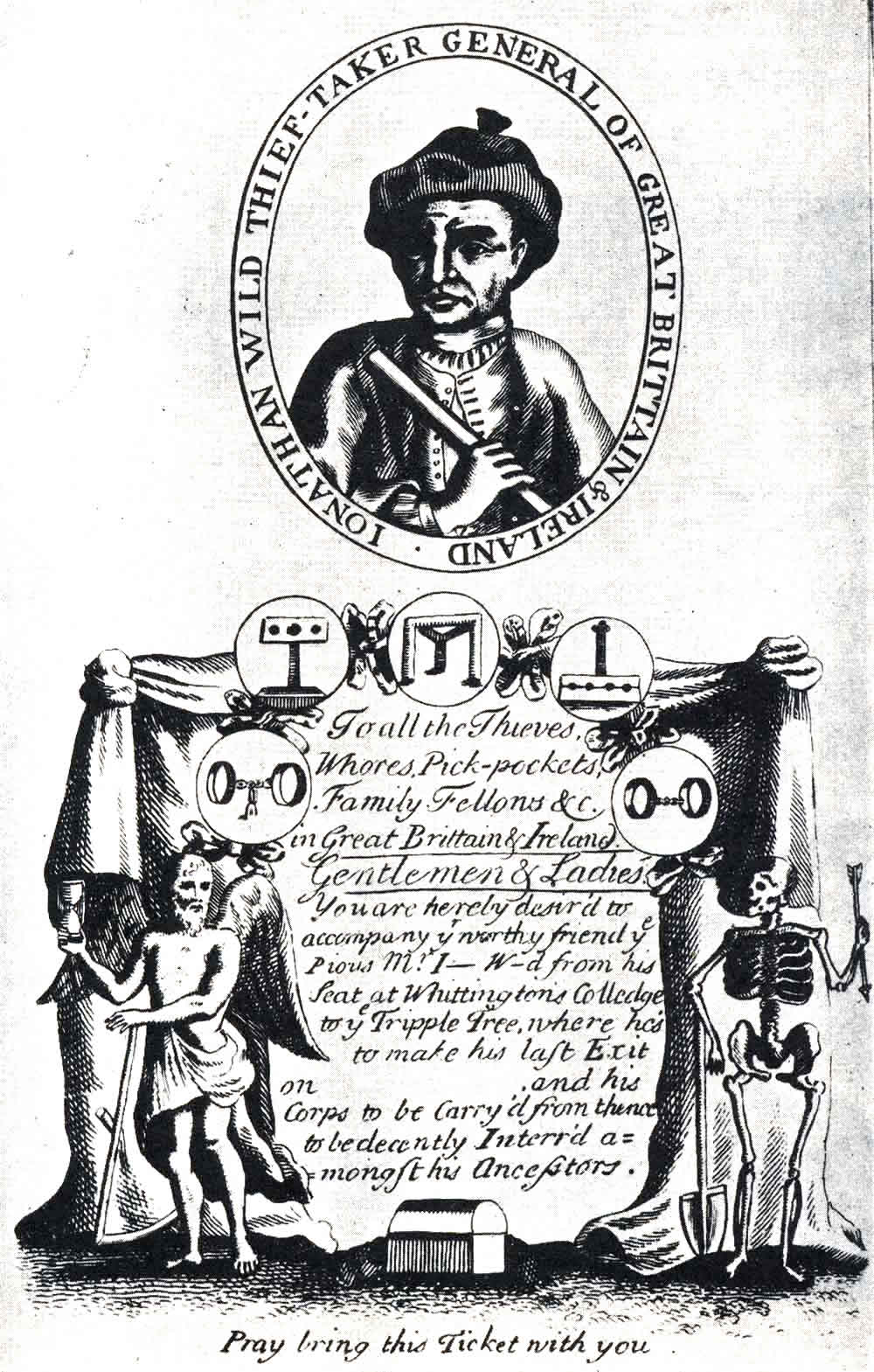
Ticket zur Hinrichtung von Jonathan Wild

- 24. Mai: Mit Jonathan Wild wird einer der bekanntesten Kriminellen Englands am Galgen von Tyburn gehenkt. Laut Daniel Defoe zieht die Hinrichtung die größte Menschenmenge an, die je in London zusammengekommen ist.

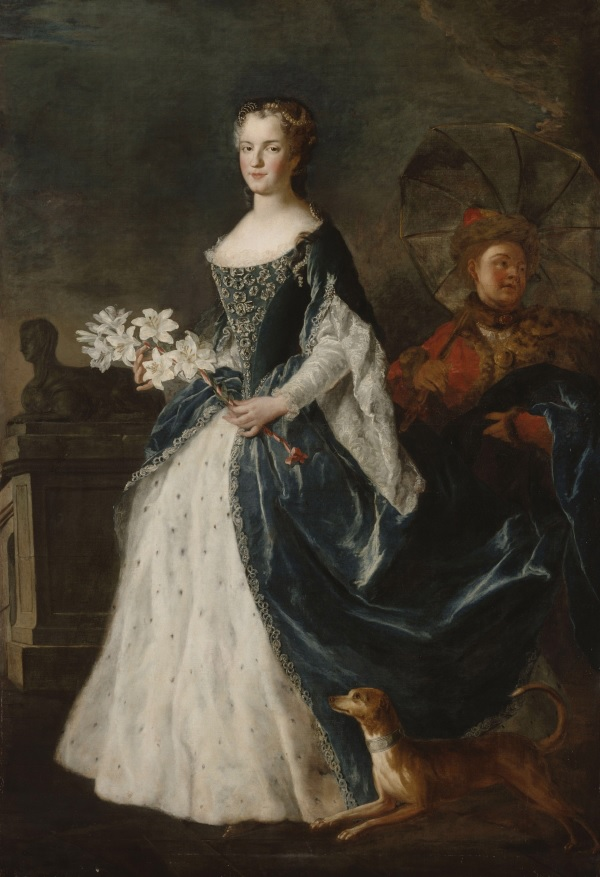
Maria Leszczyńska 1726

- 5. September: Nachdem bereits am 15. August unter der Leitung von Kardinal Armand I. Gaston Maximilien de Rohan-Soubise in der Kathedrale von Straßburg eine Trauung per Stellvertreter stattgefunden hat, wobei der Herzog von Orléans die Rolle des Bräutigams übernahm, heiratet der 15-jährige französische König Ludwig XV. in Fontainebleau die 22-jährige polnische Prinzessin Maria Leszczyńska.
- In Académie universelle des Jeux wird Sizette erstmals erwähnt und als „eines der angenehmsten Kartenspiele“ bezeichnet.

### Religion
In Worms wird am 31. Juli die Dreifaltigkeitskirche, die größte protestantische Kirche der Stadt, eingeweiht. 
Theophan Prokopowitsch wird Erzbischof von Nowgorod.
Wegen eines Streits um Jagd- und Fischereirechte sowie um die Ausschank von Bier wird das Klösterl Walchensee aufgelöst.
In der Nähe von Philadelphia wird von deutschen Einwanderern die calvinistische German Reformed Church gegründet.

### Katastrophen
Beim Untergang des niederländischen Ostindien-Seglers Akerendam vor der norwegischen Insel Runde kommen alle 200 Besatzungsmitglieder ums Leben.

## Geboren

### Erstes Halbjahr
- 05. Januar: Martin Crugot, deutscher evangelischer Geistlicher († 1790)
- 24. Januar: Heinrich XXVI. Reuß zu Ebersdorf, deutscher Diplomat und Historiker († 1796)
- 04. Februar: Dru Drury, britischer Entomologe († 1804)
- 05. Februar: James Otis, US-amerikanischer Jurist, Politiker und Unabhängigkeitskämpfer († 1783)
- 12. Februar: Johann Jakob Dusch, deutscher Dichter und Prosaiker († 1787)
- 15. Februar: Abraham Clark, US-amerikanischer Politiker und Gründervater der USA († 1794)
- 15. Februar: Johann Anton von Pergen, österreichischer Diplomat und Staatsmann († 1814)
- 21. Februar: Johann Jacob Tischbein, deutscher Maler († 1791)
- 25. Februar: Karl Wilhelm Ramler, deutscher Dichter und Philosoph (der „deutsche Horaz“) († 1798)
- 07. März: Simon Grynaeus, Schweizer evangelischer Geistlicher und Übersetzer († 1799)
- 12. März: Nicolás del Campo, spanischer Offizier, Kolonialverwalter und Vizekönig des Río de la Plata († 1803)
- 20. März: Abdülhamid I., Sultan des Osmanischen Reiches († 1789)
- 20. März: Georg Christoph Kornacher, Bürgermeister der Reichsstadt Heilbronn († 1803)
- 21. März: Johann Franz Coing, deutscher Theologe und Hochschullehrer († 1792)
- 24. März: Samuel Ashe, US-amerikanischer Politiker († 1813)
- 24. März: Thomas Cushing, Mitglied des Kontinentalkongresses und Gouverneur des Bundesstaates Massachusetts († 1788)
- 25. März: Gaetano Besozzi, italienischer Oboist und Komponist († 1798)
- um den 28. März: Michael Christoph Emanuel Hagelgans, deutscher Maler († 1766)

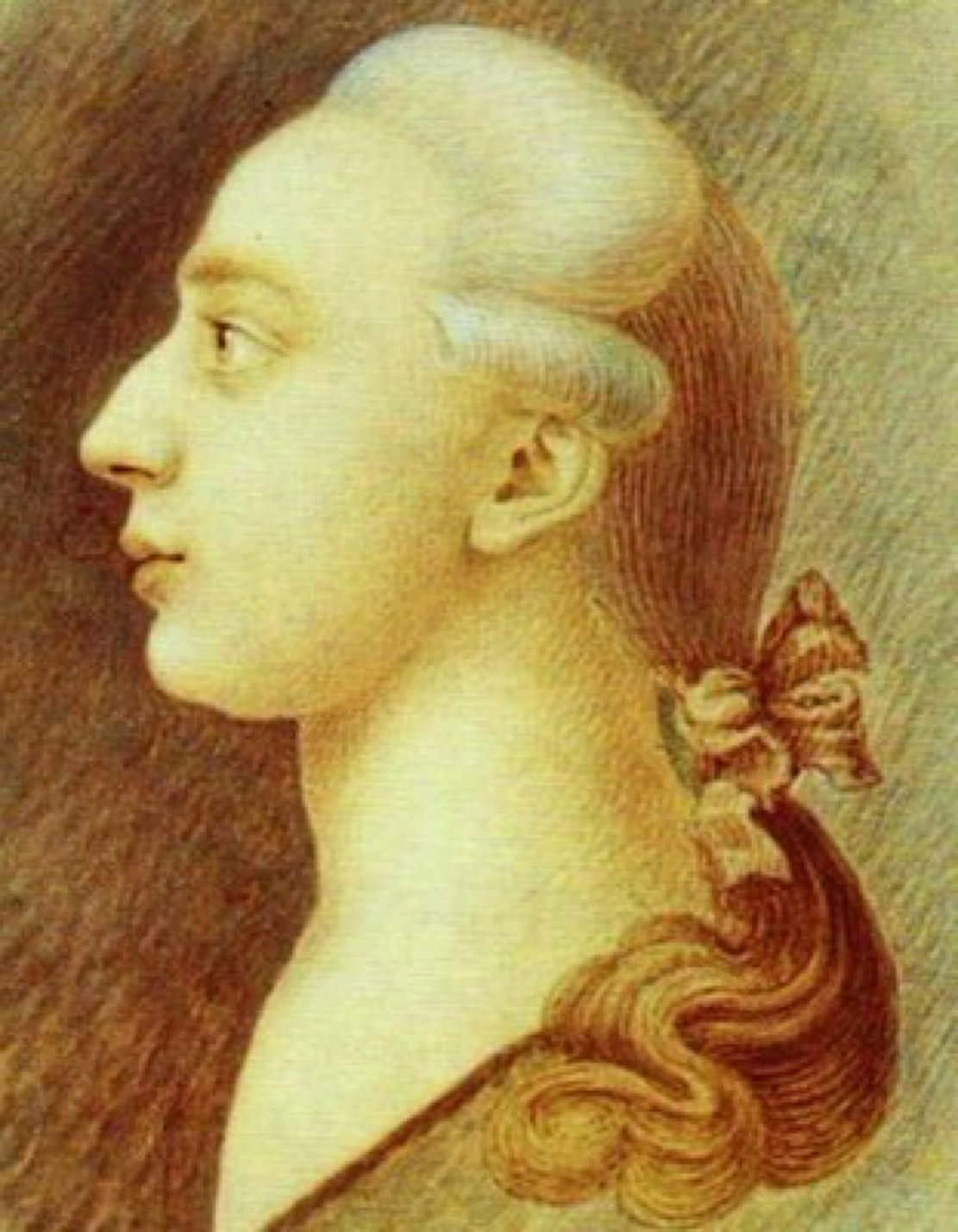
Porträt des Giacomo Casanova, (um 1750–1755)

- 02. April: Giacomo Casanova, italienischer Schriftsteller und Abenteurer († 1798)
- 03. April: Johann Gottfried Reyger, letzter Bürgermeister der Freien Stadtrepublik Danzig († 1793)
- 06. April: Pasquale Paoli, korsischer Revolutionär und Widerstandskämpfer († 1807)
- 06. April: Johann Hermann Schacht, deutscher reformierter Theologe († 1805)
- 09. April: Achatius Ludwig Karl Schmid, deutscher Rechtswissenschaftler und Staatsbeamter von Sachsen-Weimar-Eisenach († 1784)
- 25. April: Augustus Keppel, 1. Viscount Keppel, britischer Admiral und Politiker († 1786)
- 25. April: Philipp Ludwig Statius Müller, deutscher Zoologe († 1776)
- 26. April: Charlotte von Hessen-Philippsthal-Barchfeld, Gräfin von Ysenburg-Büdingen-Wächtersbach († 1798)
- 26. April: Johann Peter Miller, deutscher evangelischer Geistlicher und Hochschullehrer († 1789)
- 26. April: Louise von Plessen, Oberhofmeisterin am dänischen Hof († 1799)
- 02. Mai: Wilhelm Jeremias Müller, deutscher Architekt († 1801)
- 12. Mai: Louis-Philippe I. de Bourbon, Herzog von Orléans († 1785)
- 23. Mai: Robert Bakewell, britischer Landwirt und Agronom († 1795)
- 25. Mai: Samuel Ward, Gouverneur der Colony of Rhode Island and Providence Plantations († 1776)
- 01. Juni: Johann Philipp Lorenz Withof, deutscher Professor für Geschichte, Beredsamkeit und Moral († 1789)
- 15. Juni: Johann Baptist Enderle, deutscher Maler († 1798)
- 25. Juni: Johann Stephan Pütter, deutscher Staatsrechtslehrer und Publizist († 1807)
- 29. Juni: Maria Teresa Cybo-Malaspina, Herzogin von Massa und Carrara († 1790)

### Zweites Halbjahr
- 01. Juli: Jean-Baptiste-Donatien de Vimeur, Graf von Rochambeau, Marschall von Frankreich († 1807)
- 03. Juli: Joseph Whipple III, britischer Händler und Politiker, Vizegouverneur der Colony of Rhode Island and Providence Plantations († 1761)
- Mitte Juli: Francis Coventry, englischer Schriftsteller und Kleriker († 1754)
- 23. Juli: Nicolaus Anton Johann Kirchhof, deutscher Kaufmann, Politiker und Gelehrter († 1800)
- 25. Juli: Bernhard Rode, deutscher Maler († 1797)
- 07. August: François Cornelis van Aerssen van Sommelsdijk, niederländischer Edelmann († 1793)
- 15. August: Marie Louise de La Tour d’Auvergne, Erzieherin der Kinder Ludwigs XVI. († 1781)
- 21. August: Jean-Baptiste Greuze, französischer Maler († 1805)
- 29. August: Charles Townshend, britischer Adeliger und Politiker († 1767)
- 12. September: Guillaume Le Gentil, französischer Astronom († 1792)
- 16. September: Nicolas Desmarest, französischer Geologe († 1815)
- 16. September: Anna Barbara Gignoux, Augsburger Kattunfabrikantin († 1796)
- 24. September: Arthur Guinness, irischer Bierbrauer und Gründer der Guinness-Brauerei († 1803)
- 25. September: Nicholas Cugnot, französischer Artillerieoffizier und Erfinder († 1804)
- 29. September: Robert Clive, 1. Baron Clive, britischer General und Staatsmann in Indien († 1774)
- 17. Oktober: Adolf Friedrich Harper, deutscher Maler († 1806)
- 20. Oktober: Johann Christoph Stockhausen, deutscher Pädagoge und lutherischer Theologe († 1784)
- 21. Oktober: Franz Moritz von Lacy, österreichischer Feldherr († 1801)
- 26. Oktober: Jean-Pierre de Beaulieu, österreichischer Feldzeugmeister († 1819)
- 08. November: Johann George Tromlitz, deutscher Flötist, Flötenbauer und Komponist († 1805)
- 12. November: Johann Friedrich Vulpius, Weimarer Amtsarchivar und Registrator († 1786)
- 16. November: Christiane Henriette von Pfalz-Zweibrücken, Fürstin von Waldeck und Pyrmont († 1816)
- 18. November: Martin Knoller, Freskomaler im süddeutschen und österreichischen Raum († 1804)
- 22. November: Ignaz Günther, deutscher Bildhauer († 1775)
- 27. November: Johanna Charlotte Unzer, deutsche Dichterin und Philosophin († 1782)
- 29. November: Nicolas Guibal, württembergischer Hofmaler französischer Herkunft († 1784)
- 06. Dezember: Theresia Benedicte von Bayern, bayerische Prinzessin aus dem Hause Wittelsbach († 1743)
- 07. Dezember: Beda Angehrn Johann Konrad, Fürstabt von St. Gallen († 1796)
- 11. Dezember: George Mason, US-amerikanischer Politiker und Großgrundbesitzer, „Vater der Bill of Rights“ († 1792)
- 14. Dezember: Bernhard Friedrich Hummel, deutscher Pädagoge († 1791)
- 18. Dezember: Johann Salomo Semler, deutscher evangelischer Theologe († 1791)
- 21. Dezember: Hans Joachim Bernet, Bürgermeister von St. Gallen († 1809)
- 23. Dezember: Ahmad Shah, Großmogul von Indien († 1775)
- 25. Dezember: Esteban Salas y Castro, kubanischer Komponist und Kirchenmusiker († 1803)

### Genaues Geburtsdatum unbekannt
- Charlotte Finch, britische königliche Gouvernante († 1813)
- Richard Gifford, englischer Geistlicher und Dichter († 1807)

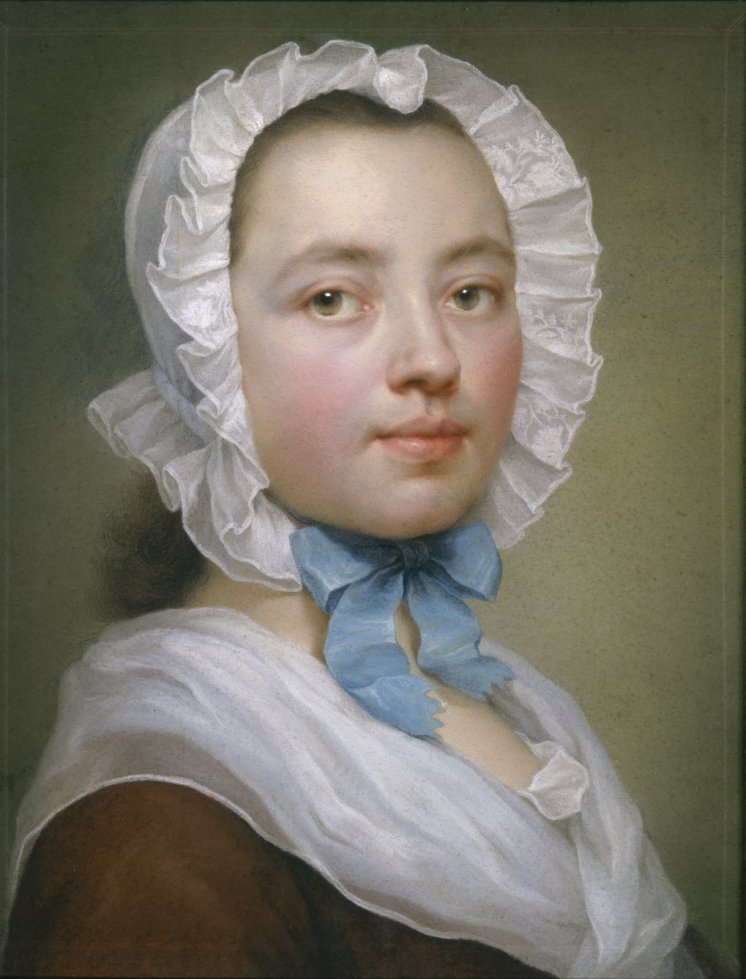
Selbstporträt Theresa Mengs, Pastell auf Leinwand

- Theresa Mengs, deutsche Malerin († 1806)
- Jeanne-Catherine Quinault, Geliebte von Denis Diderot († 1812)
- Tupaia, polynesischer Priester, Navigator und Übersetzer für James Cook, begleitete ihn auf dessen erster Südseereise († 1770)
- Patience Wright, amerikanische Bildhauerin († 1786)
- Alexander Ypsilantis, griechischstämmiger Dragoman an der Hohen Pforte, Wojwode der Walachei und Moldawiens († 1807)

## Gestorben

### Januar bis April
- 06. Januar: Chikamatsu Monzaemon, japanischer Dramatiker (* 1653)
- 09. Januar: Francesco Acquaviva, italienischer Kardinal (* 1665)
- 09. Januar: Johann Caspar Hartung, deutscher Baumeister (* 1622)
- 11. Januar: Juan Francisco de Bette, spanisch-niederländischer Adeliger und Heerführer (* 1667)
- 21. Januar: Johann Christopher Jauch, deutscher Theologe und Barockdichter (* 1669)
- 26. Januar: Sulchan-Saba Orbeliani, georgischer Fürst, Mönch, Diplomat und Schriftsteller (* 1658)
- 26. Januar: Silvio Stampiglia, italienischer Dichter und Librettist, kaiserlicher Hofdichter (* 1664)
- 28. Januar: Louis d’Aubusson, duc de La Feuillade, Marschall von Frankreich (* 1673)
- 05. Februar: Georg Haase, deutscher Baumeister und Maurer (* 1665)
- 05. Februar: Johannes Sperlette, französischer Philosoph (* 1661)
- 05. Februar: Christoph Weigel der Ältere, deutscher Kupferstecher, Kunsthändler und Verleger (* 1654)
- 06. Februar: Johann Philipp Krieger, deutscher Komponist, Organist und Kapellmeister (* 1649)
- 08. Februar: John Bellers, englischer Quäker, Ökonom und Sozialreformer (* 1654)

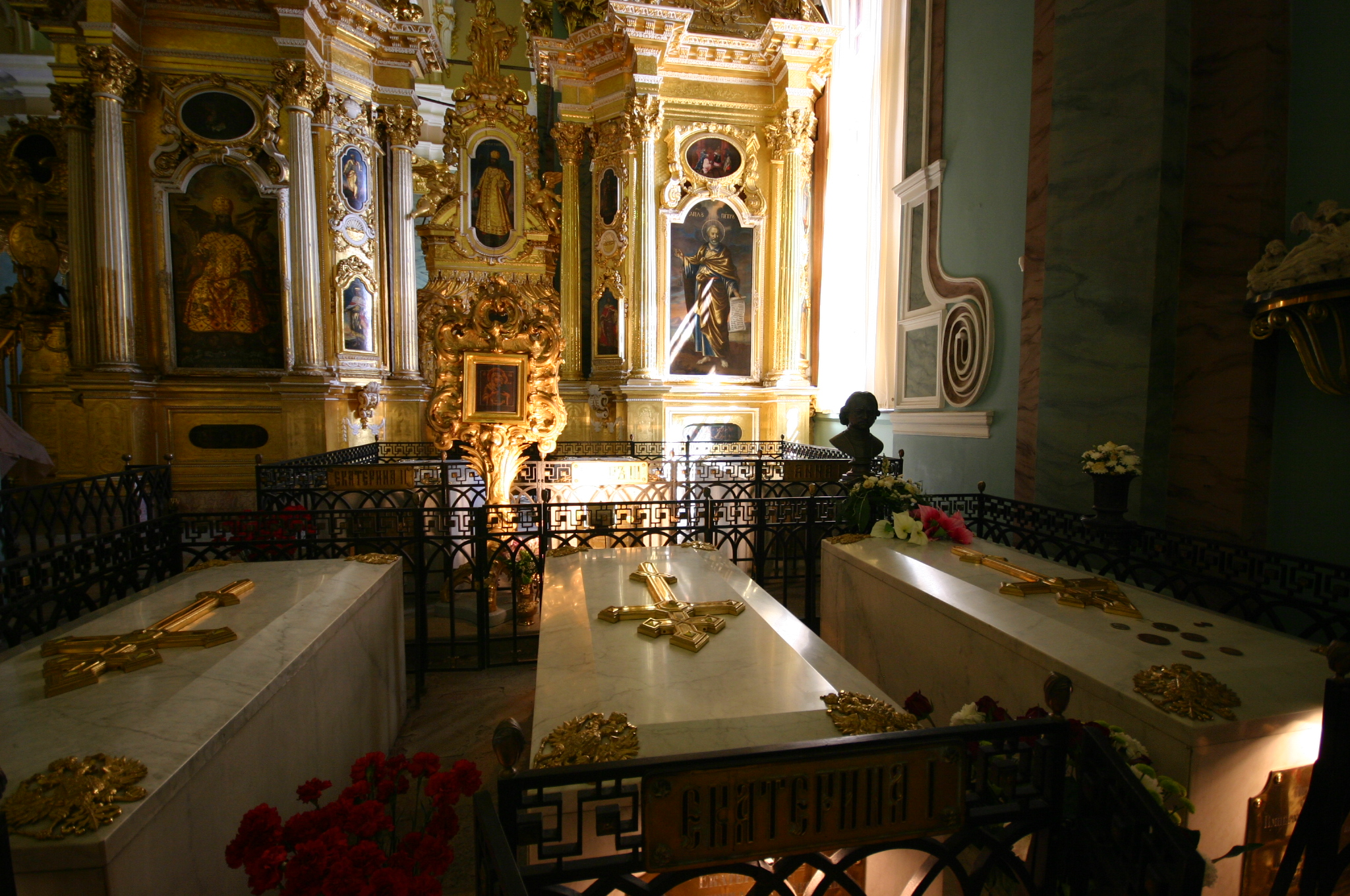
Sarkophag Peters des Großen in der Peter-und-Paul-Kathedrale (hintere Reihe rechts)

- 08. Februar: Peter I., Zar und Kaiser von Russland (* 1672)
- 14. Februar: Ferdinand Fischer, österreichischer Lautenspieler, Komponist, Musikarchivar und Geistlicher (* 1652)
- 15. Februar: Johann Heinrich Wachenfeld, deutscher Porzellanmaler, Fayence- und Porzellanfabrikant (* 1694)
- 02. März: José Benito de Churriguera, spanischer Bildhauer, Bildschnitzer und Baumeister (* 1665)
- 25. März: Johann Franz Loew von Erlsfeld, deutsch-böhmischer Arzt und Jurist (* 1648)
- 29. März: Nicolaus Wilckens, Hamburger Ratsherr (* 1649)
- 30. März: Samuel Steurlin, deutscher Mediziner und Naturwissenschaftler (* 1655)
- 01. April: Paulus II. Baumann, Abt des Zisterzienserklosters in Ebrach (* 1644)
- 02. April: Henri Simonis, wallonischer Tuchfabrikant und Gründer der Iwan-Simonis-Billardtuchfabrik (* 1640)
- 08. April: John Wise, nordamerikanischer Pfarrer und Schriftsteller (* 1652)
- 12. April: Giovanni Battista Foggini, italienischer Bildhauer und Architekt (* 1652)
- 20. April: Sophia Charlotte von Platen-Hallermund, deutsch-britische Adelige (* 1675)
- 23. April: Johann August von Elterlein, deutscher frühkapitalistischer Unternehmer (* 1669)
- 23. April: Friedrich Strunz, deutscher Literaturwissenschaftler und Philologe (* 1680)
- 25. April: António de Albuquerque Coelho de Carvalho, portugiesischer Kolonialverwalter in Brasilien (* 1655)
- 25. April: Mir Mahmud Hotaki, Schah von Persien aus der Hotaki-Dynastie (* um 1697)
- 27. April: Johann Anton I. Knebel von Katzenelnbogen, Fürstbischof von Eichstätt (* 1646)

### Mai bis August
- 09. Mai: Johann Hinna, deutscher geistlicher Schriftsteller und Gründer einer Rosenkranz- und Xaverigesellschaft (* 1655)
- 10. Mai: René de Froulay de Tessé, französischer Diplomat und Kamaldulenser, Marschall von Frankreich (* um 1650)
- 17. Mai: Johannes Diodato, armenischer Handelsmann und Kurier, Eigentümer des ersten Wiener Kaffeehauses (* um 1640)
- 21. Mai: Martin Heinrich Böhme, preußischer Hofbaumeister in Berlin (* 1676)
- 21. Mai: Jan van Brouchoven, Staatsmann der Spanischen Niederlande und des Königreichs Spanien (* 1644)
- 24. Mai: Jonathan Wild, britischer Krimineller (* 1683)
- 12. Juni: Tommaso Maria Napoli, sizilianischer Architekt, Mathematiker und Dominikaner (* 1659)
- vor dem 14. Juni: Salomon Franck, deutscher Jurist und Dichter (* 1659)

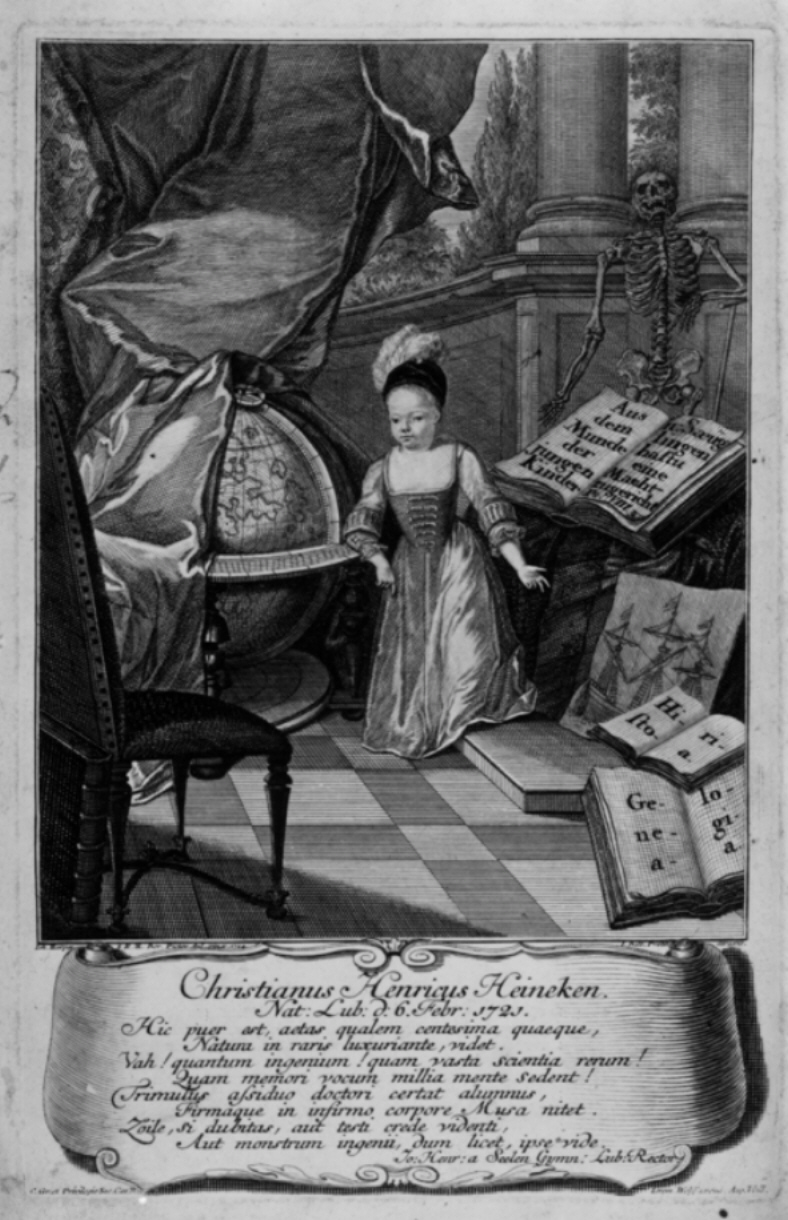
Christian Heinrich Heineken

- 27. Juni: Christian Henrich Heineken, Lübecker Wunderkind (* 1721)
- 29. Juni: Arai Hakuseki, japanischer neokonfuzianischer Gelehrter, Ökonom und Dichter (* 1657)
- 29. Juni: Juan Manuel Fernández Pacheco, Grande de España, Marqués von Villena und Herzog von Escalona, Gründungsdirektor der Real Academia Española (* 1650)
- 00 Juni: Johann Ludwig Andreae, deutscher evangelischer Pfarrer, Kartograph, Globenbauer und Buchautor (* 1669)
- 18. Juli: Franz Xaver Bovius, deutscher katholischer Priester und Hersteller von Sonnenuhren (* 1677)
- 19. Juli: Jeronimo de Haze de Georgio, Bürgermeister von Amsterdam (* 1651)
- 20. Juli: Edward Jeffreys, britischer Politiker (* 1669)
- 21. Juli: Johann Philipp von Wurzelbau, Nürnberger Astronom (* 1651)
- 02. August: Otto Heinrich Volger, Bürgermeister von Hannover (* 1676)
- 07. August: Jean II Barraband, französischer Hugenotte, Religionsflüchtling in Berlin (* um 1677)
- 12. August: Pierre de Montesquiou d’Artagnan, französischer Militär und Marschall von Frankreich (* 1640)
- 15. August: Gerhard Noodt, niederländischer Rechtswissenschaftler (* 1647)
- 23. August: Christian August von Sachsen-Zeitz, Kardinal-Erzbischof von Gran sowie Kaiserlicher Prinzipalkommissar (* 1666)
- 27. August: Johann Wilhelm Jahn, deutscher lutherischer Theologe und Historiker (* 1681)

### September bis Dezember
- 02. September: Charles-François Poërson, französischer Maler (* 1653)
- 05. September: Christian Wernicke, deutscher Epigrammatiker und Diplomat (* 1661)
- 12. September: Martin Chladni, ungarischer lutherischer Theologe (* 1669)
- 14. September: Ortensio Mauro, italienischer Schriftsteller und Librettist (* 1634)
- 15. September: Felix Fossa, deutscher katholischer Priester, Respondent im Theatinerkloster München und Propst der Theatiner in Salzburg (* 1656)
- 16. September: Antoine V. de Gramont, französischer Offizier, Feldherr und Diplomat (* 1671)
- 23. September: John Clayton, britischer Geistlicher, Geograph und Naturforscher (* 1657)
- 28. September: Wolf Dietrich von Beichlingen, Großkanzler und Oberhofmarschall des Kurfürsten von Kursachsen (* 1665)
- 02. Oktober: Johann Moller, deutscher Lehrer, Schriftsteller und Literaturhistoriker (* 1661)
- 05. Oktober: Johann Sinapius, schlesischer Gelehrter und Historiker (* 1657)
- 11. Oktober: Polykarp Leyser III., deutscher evangelischer Theologe, Superintendent, Oberhofprediger und Orientalist (* 1656)
- 21. Oktober: Johann Stein, deutscher Jurist (* 1661)
- 24. Oktober: Alessandro Scarlatti, italienischer Komponist (* 1660)
- 04. November: Johann Georg, Graf von Ortenburg (* 1686)
- 08. November: Marquard Ludwig von Printzen, königlich-preußischer Diplomat, Oberhofmarschall, Chef der Verwaltung der geistlichen und Unterrichts-Angelegenheiten (* 1675)
- 15. November: Francesco Antonio Giorgioli, Tessiner Barockmaler (* 1655)
- 20. November: Wilhelm I., Landgraf von Hessen-Rotenburg (* 1648)
- 28. November: Nikita Demidow, russischer Industrieller (* 1656)
- 000November: Heinrich Christoph Fehling, deutscher Hofmaler in Dresden (* 1654)
- 10. Dezember: Nicolas Hartsoeker, niederländischer Biologe, Mathematiker und Physiker (* 1656)
- 26. Dezember: Jan František Beckovský, böhmisch-tschechischer Schriftsteller, Historiker, Übersetzer und Priester des Malteserordens (* 1658)

### Genaues Todesdatum unbekannt
- Giovanni Francesco Gemelli Careri, italienischer Jurist, Abenteurer und Weltreisender (* 1651)
- John Gow, schottischer Pirat (* um 1698)
- Stanisław Ledóchowski, polnischer Staatsmann, Marschall des königlichen Tribunals, Marschall der Konföderation von Tarnogród, Sejmmarschall und Wojewode von Wolynien (* 1666)
- Peter Plogojowitz, serbischer Bauer und angeblicher Vampir
- Christoph von Rappe, kurländisch-polnischer General
- Carl Rosier, flämischer Komponist und Violinist (* 1640)